# Pnětluky

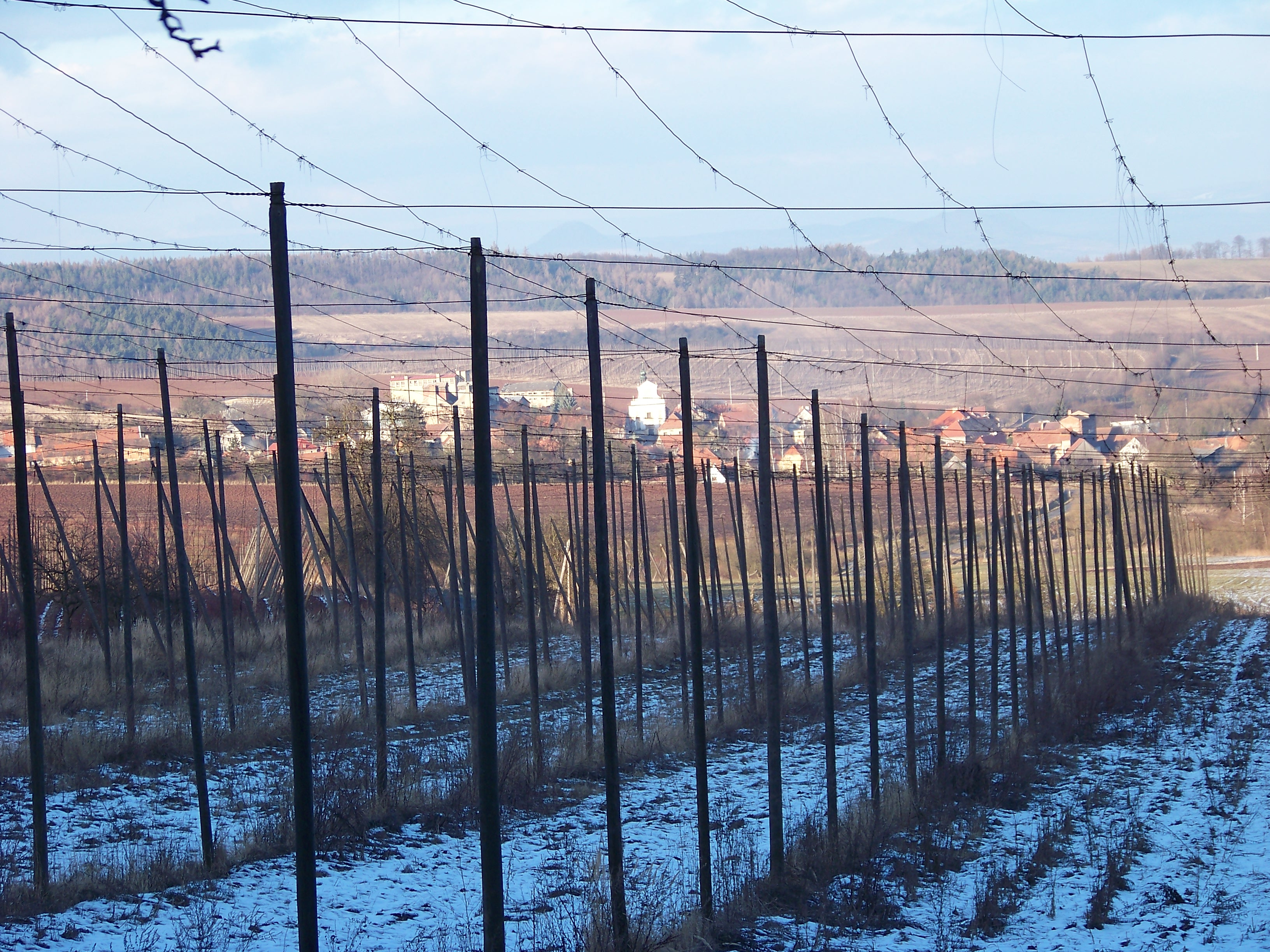
Blick von den Hopfengärten auf Pnětluky

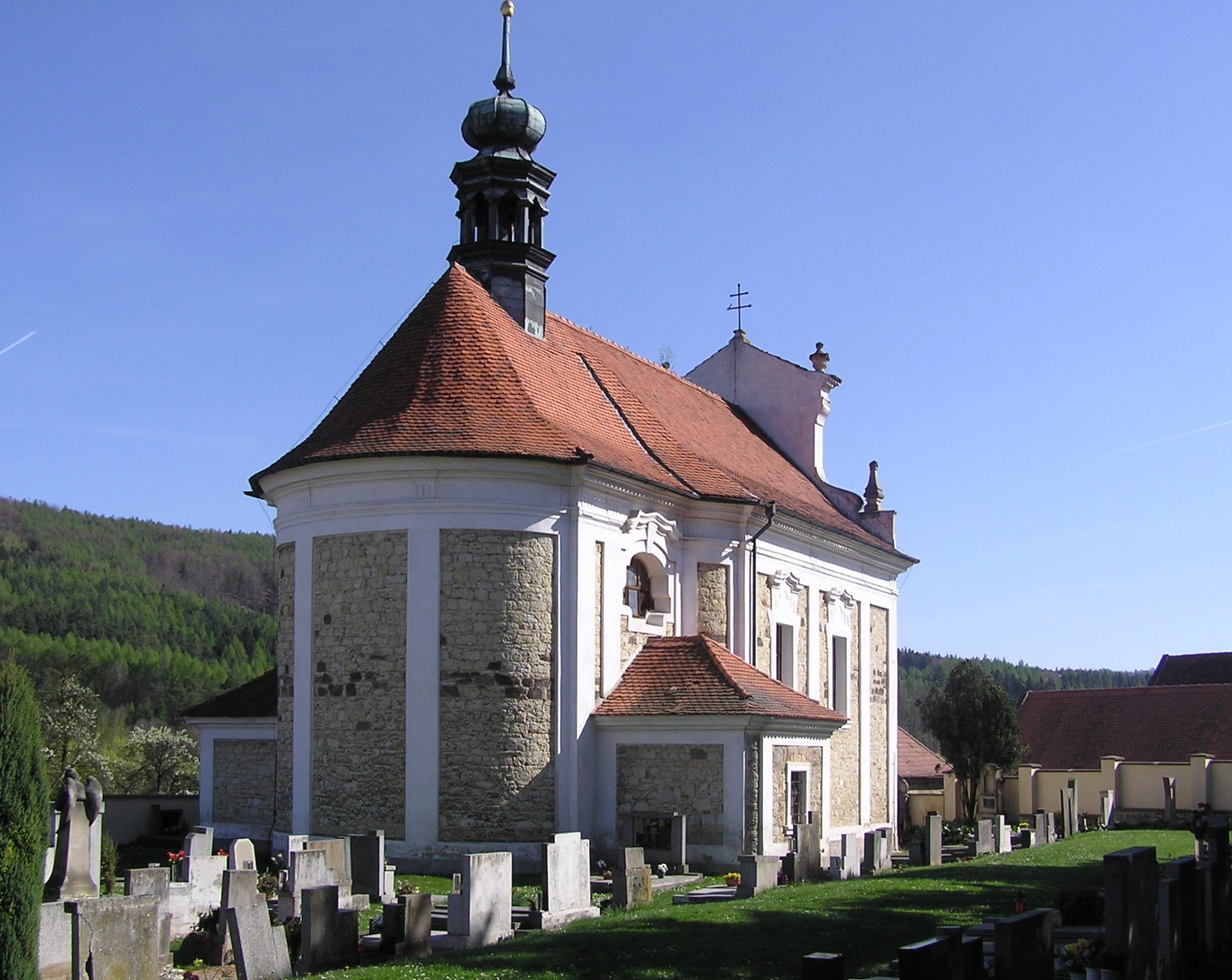
Kirche St. Matthäus

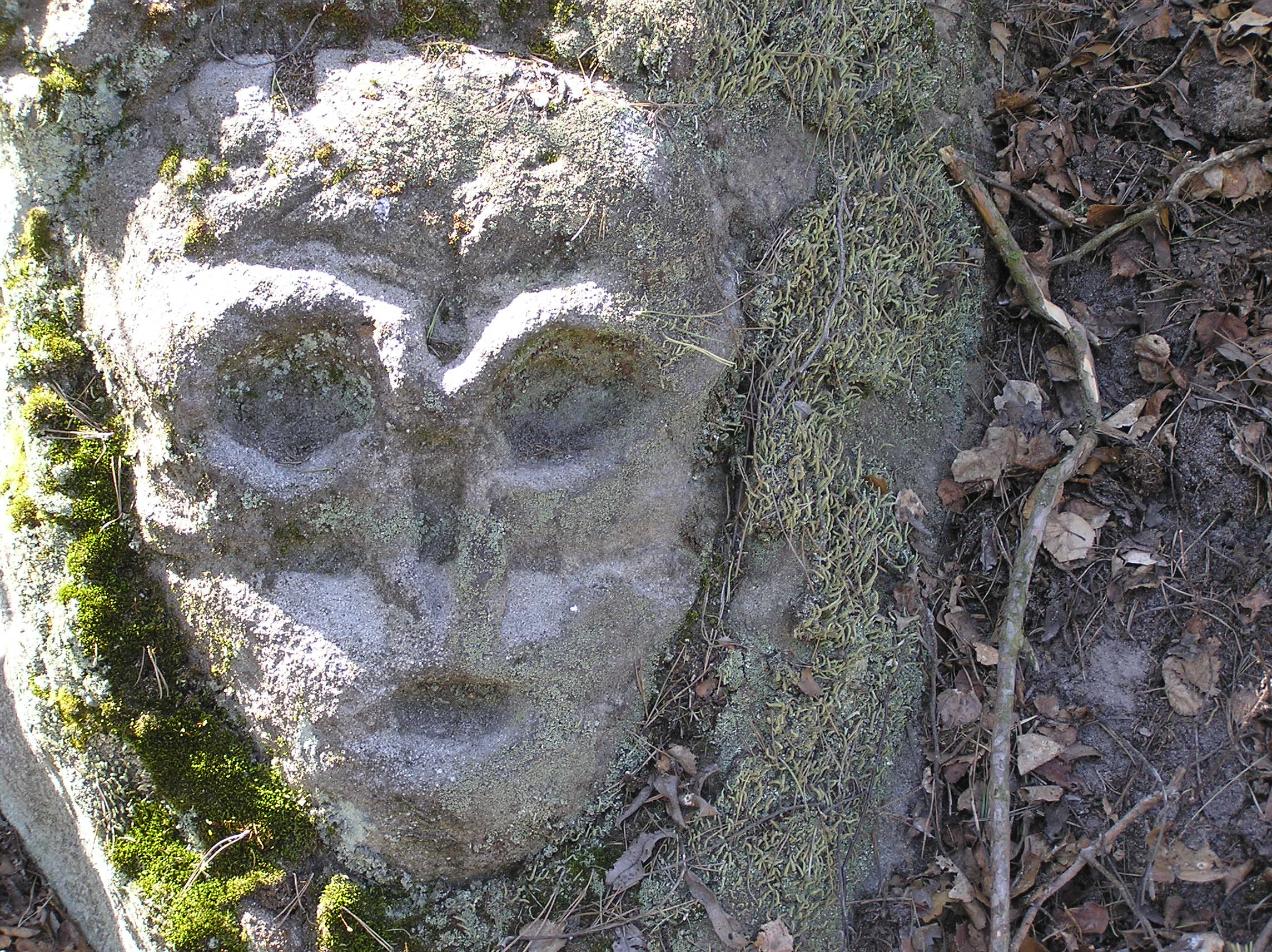
Eines der Steingesichter von Úvoz

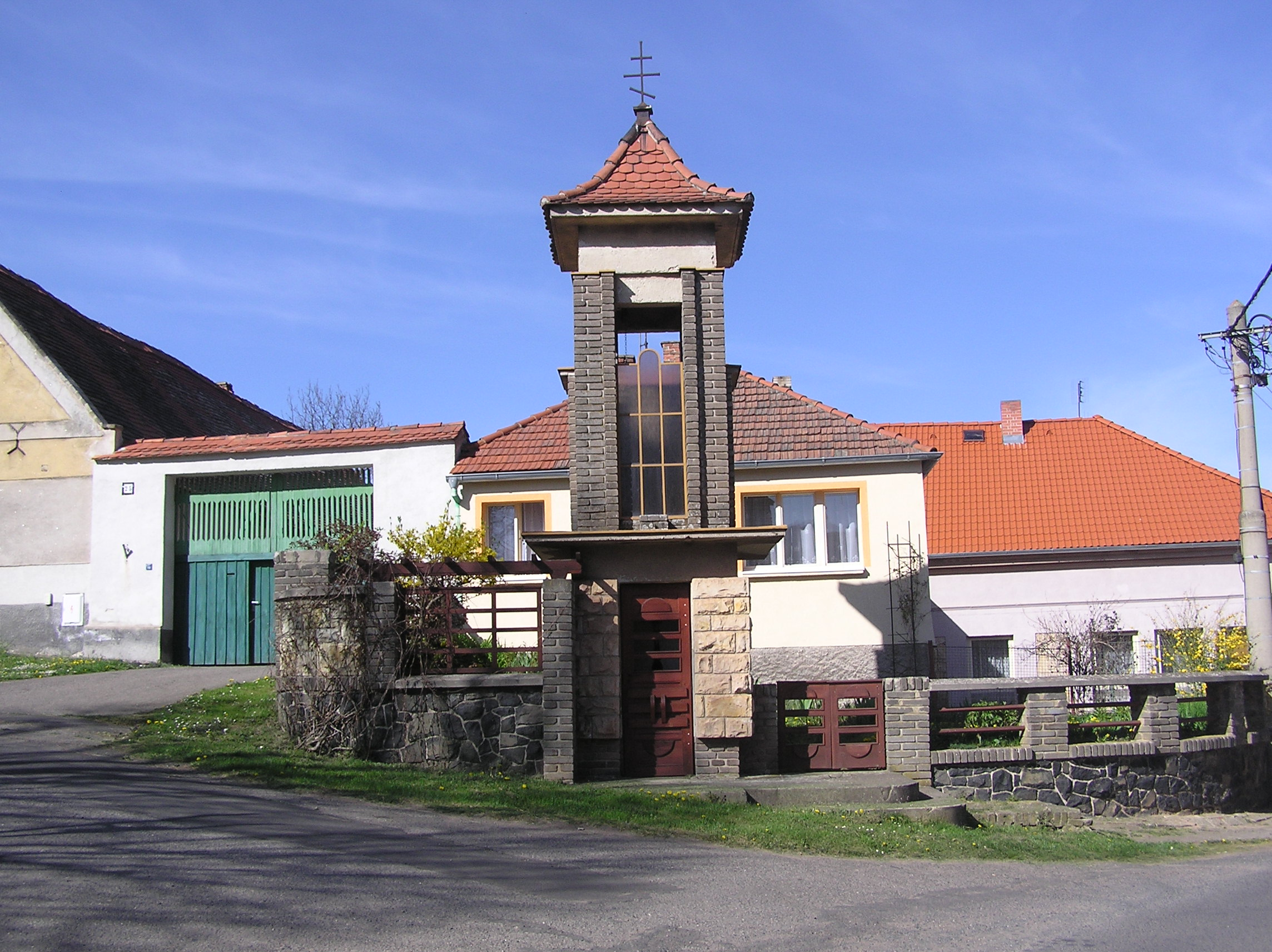
Glockenturm

Pnětluky, bis 1923 Netluky (deutsch Netluk) ist eine Gemeinde in Tschechien. Sie liegt 14 Kilometer südwestlich von Louny und gehört zum Okres Louny.

## Geographie
Pnětluky befindet sich im Džbán-Bergland im Tal des Baches Pnětlucký potok. Das Dorf liegt auf dem Gebiet des Naturparkes Džbán.
Nordöstlich erheben sich der Okrouhlík (444 m) und der Červený vrch (400 m), im Osten die Podhora (459 m), südöstlich die Pravda (484 m), im Süden die Zadní Rovina (524 m), südwestlich der Pískový vrch (526 m) und der Špičák (490 m) sowie im Westen der Výrov (509 m).
Nachbarorte sind Markvarec im Norden, Hřivice, Babylón und Konětopy im Nordosten, Solopysky, Horní Ročov und Dolní Ročov im Osten, Pochvalov und Domoušice im Südosten, Brůdek, Chánov, Perun, Džbán und Mutějovice im Süden, Na Rovinách, Kounov, Janov und Deštnice im Südwesten, Nečemice, Nový Dvůr, Výhledy, Kozlov, Nový Svět und Lhota im Westen sowie Třeskonice, Nový Dvůr und Tuchořice im Nordwesten.

## Geschichte
Die erste schriftliche Erwähnung des Dorfes erfolgte 1250 in der einer Urkunde des Olmützer Dekanats, bei der der Sohn des Elbogener Burggrafen Zvěsta von Pnětluky, Sulislav, als Zeuge auftrat. Ihr Stammsitz befand sich wahrscheinlich bei dem während der Hussitenkriege erloschenen Dorf Záhoří. Die älteste Nachricht über die Kirche St, Matthäus stammt von 1363. Neben der Kirche errichteten die Herren von Pnětluky einen Herrenhof, der 1377 erstmals schriftliche Erwähnung fand. Die Herren von Pnětluky hielten den Besitz größtenteils bis zum Beginn des 15. Jahrhunderts, einen Teil des Dorfes erwarben die Herren von Žirotín. Bis 1414 sind in Pnětluky Pfarrer nachweislich. In den 1430er Jahren wurde Beneš von Kolowrat Besitzer von Pnětluky, jedoch machten ihm 1437 die Brüder Mikuláš und Vilém von Jankov den Besitz streitig. Der Streit wurde schließlich durch eine Teilung des Dorfes beigelegt, wobei die Herren von Kolowrat wenig später den Anteil der Gebrüder von Jankov aufkauften und Pnětluky mit ihren Herrschaften Ročov und Pravda vereinigten. Mit dem Bau der Burg Pravda durch die Herren von Kolowrat hatte die Feste Pnětluky ihre Bedeutung als Herrensitz verloren, sie wurde dem Verfall preisgegeben und 1456 als wüst bezeichnet. Der Anbau von Hopfen ist seit dem 15. Jahrhundert nachweislich. Im Jahre 1523 verkauften die Herren von Kolowrat die vereinigten Herrschaften Ročov und Pravda an Diepold von Lobkowicz. Er ließ anstelle des wüsten Herrenhof eine neue Feste erbauen. Die Güter Pnětluky und Lipenec wurden unter den Herren von Lobkowicz von Ročov und Pravda abgetrennt zu einer Allodialherrschaft vereinigt. Später fielen beide Güter an andere Geschlechter. Im Jahre 1602 verkaufte Johann Prollhofer von Burgersdorf das Gut Pnětluky an Wolf d. Ä. von Vřesovice, der es seiner Herrschaft Nowyhrad zuschlug.
Nach der Schlacht am Weißen Berg wurde die Herrschaft konfisziert und 1623 von der Hofkammer an den kursächsischen Generalwachtmeister Wolf Ilburg von Wresowitz verkauft. Dieser verkaufte sie 1630 an Johann von Aldringen. Entsprechend dessen testamentarischer Verfügung fiel Nowyhrad nach dem Tode des Heerführers bei Landshut 1634 dem Prämonstratenserkloster Strahov zu. Im Jahre 1647 wurde Pnětluky von schwedischen Truppen geplündert und verwüstet. Das durch den Dreißigjährigen Krieg verarmte Kloster Strahov sah sich jedoch nicht in der Lage, die mit der Schenkung verbundenen Zahlungen von jeweils 10.000 an die Wiener Dominikaner und drei Klöster im Herzogtum Luxemburg zu leisten und ließ die Herrschaft gerichtlich abschätzen und versteigern. Im Jahre 1651 wurde mit Markgraf Christian Wilhelm von Brandenburg ein Käufer gefunden. Zu dieser Zeit bestand Pnětluky aus acht Bauerngütern und 15 Chalupnerwirtschaften, wobei elf der Anwesen wüst lagen. In der berní rula von 1654 sind für Pnětluky einschließlich des ehemaligen Prämonstratenserhofes sechs bewirtschaftete Anwesen aufgeführt, der übrige Teil des Ortes wurde als niedergebrannt und verlassen bezeichnet. Die Pfarre erlosch erneut und die Kirche war ruiniert. Nach dem Tode von Markgraf Christian Wilhelm erbte 1665 sein minderjähriger Vetter, Markgraf Friedrich die Herrschaft. Sein Vater, Kurfürst Friedrich Wilhelm, verkaufte die Herrschaft Neuschloß 1670 an Gustav Adolph von Varrensbach. 1688 erbte seine Witwe Marie Sidonie, geborene Gräfin Schlick, den Besitz. Nachfolgende Besitzerin wurde 1697 deren Tochter Maria Claudia Gräfin von Praß, die die Herrschaft 1715 an Anna Barbara von Lewenegg, geborene von Tondeur, verkaufte. Die erste Erwähnung einer Schule stammt aus dem Jahre 1715. 1762 wurde Anna von Leweneggs Sohn Leopold Graf von Lewenegg Besitzer der Herrschaft. Seine Witwe Maria Josepha, geborene Gräfin von Eschevenia, veräußerte die Herrschaft Neuschloß am 31. März 1767 an Joseph I. zu Schwarzenberg für die Primogenitur des Hauses Schwarzenberg. Nachfolgende Besitzer waren ab 1782 sein Sohn Johann I., ab 1789 dessen Sohn Joseph II. und ab 1833 Johann Adolf II. zu Schwarzenberg.
Im Jahre 1844 bestand Netluk / Netluky aus 50 Häusern mit 346 tschechischsprachigen Einwohnern. Im Ort gab es die Filialkirche zum hl. Matthäus, in der jeden dritten Sonntag Gottesdienst gehalten wurde, sowie eine Schule, einen obrigkeitlichen Meierhof mit Schäferei, ein Wirtshaus und eine Mühle. Pfarrort war Opotschna. Bis zur Mitte des 19. Jahrhunderts blieb Netluk der Allodialherrschaft Neuschloß untertänig.
Nach der Aufhebung der Patrimonialherrschaften bildete Netluky/Netluk ab 1850 eine Gemeinde im Bezirk und Gerichtsbezirk Laun. 1878 gründete sich die Freiwillige Feuerwehr. Im Jahre 1900 hatte Netluky mit 636 Einwohnern die höchste Einwohnerzahl in seiner Geschichte. Der Hopfenbauverein entstand 1909. 1924 wurde Pnětluky als tschechischer Ortsname eingeführt. Bis 1924 befand sich die Grundherrschaft im Besitz der Fürsten Schwarzenberg. Im Jahre 1937 gab es in dem Dorf 98 Hopfenbauern. Während der letzten Tage des Zweiten Weltkrieges wurde im April 1945 eine Artillerieabteilung der Wlassow-Armee in Pnětluky stationiert. Konětopy wurde 1961 eingemeindet. Zum 1. Januar 1980 kamen Pnětluky und Konětopy als Ortsteile zu Hřivice, seit dem 24. November 1990 bilden beide Dörfer die Gemeinde Pnětluky.

## Gemeindegliederung
Die Gemeinde Pnětluky besteht aus den Ortsteilen Konětopy (Konotop) und Pnětluky (Netluk). Das Gemeindegebiet gliedert sich in die Katastralbezirke Konětopy u Pnětluk und Pnětluky. Zu Pnětluky gehören außerdem die Einschichten Brůdek (Brudek) und Chánov (Chanow).

## Sehenswürdigkeiten
- ehemalige Feste Pnětluky der Herren von Lobkowicz aus dem 16. Jahrhundert, sie wurde im 18. Jahrhundert zum barocken Speicher umgebaut
- Kirche des hl. Matthäus, der spätbarocke Bau entstand 1765 unter Leopold von Löwenegg. Wo die seit 1363 nachweisbare und im Dreißigjährigen Krieg niedergebrannte alte Kirche stand, ist nicht bekannt. Die Orgel entstand zu Beginn des 20. Jahrhunderts und ist ein Werk der Orgelbauerwerkstatt Rieger aus Jägerndorf
- Kruzifix an der Kirche, geschaffen 1830
- Glockenturm der Tschechoslowakischen Hussitischen Kirche, der modernistische Bau aus dem Jahre 1940 ist ein Werk von Václav Zralý
- Denkmal für die Gefallenen des Ersten Weltkrieges, enthüllt 1924
- Rosskastanie am Löschwasserteich, Baumdenkmal
- Burgruine Pravda aus der Mitte des 15. Jahrhunderts, südöstlich des Dorfes auf dem gleichnamigen Kamm
- Naturdenkmal Kozinecká stráň, nordwestlich von Pnětluky
- Felsen Čertův kámen (Teufelsstein), östlich über dem Dorf an der Pravda
- Steingesichter von Úvoz, im Wald oberhalb des Dorfes. Die in Sandsteinfelsen gehauenen Masken und Karikaturen entstanden zu Zeiten der Ersten Republik während eines Feriencamps für Studenten der Bildhauerschule Hořice
- Burgstätte Domoušice bzw. Rovina auf der gleichnamigen Tafel südwestlich von Pnětluky. Von der späthallstattzeitlichen Befestigungsanlage aus der Zeit zwischen 560 und 460 v. Chr. sind Reste des Walles und des Grabens erhalten. Auf der Rovina befinden sich zudem die Steinreihen von Kounov.

## Söhne und Töchter der Gemeinde
- František Schneider (1862–1918), der Launer Lehrer erlangte Bekanntheit als Hopfenbauexperte und wirkte als Direktor des Böhmischen Hopfenvereins und Chefredakteur der Chmelařské listy (Hopfen-Blätter). Auf der Weltausstellung Paris 1900 war Schneider Organisator der mit einer Goldmedaille ausgezeichneten Ausstellung Böhmischer Hopfen.
- Václav Zralý (1906–1991), Architekt. Der Bauhausabsolvent wurde in der Tschechoslowakei Mitglied der Architektengruppe Levé fronty (Linke Front), deren Stil jedoch wenig Anklang fand. Zralý beteiligte sich an mehreren Architekturwettbewerben, realisiert wurde davon jedoch nur eine Villa in Prag-Košíře. Während der Weltwirtschaftskrise verließ er Prag, verdiente sich seinen Lebensunterhalt in Paris als Arbeiter und kehrte dann nach Pnětluky zurück, wo nach seinen Plänen die Villen Nr. 114 und 116, der Glockenturm der Tschechoslowakischen Hussitischen Kirche und auch landwirtschaftliche Gebäude entstanden. Außerdem errichtete er in Louny mehrere Gebäude. Zralý war auch Projektant der 1955 unweit der Kirche erbauten Hopfentrocknerei, die das Ortsbild nachhaltig beeinträchtigt.